# Marxalenes
Marxalenes és un barri de la ciutat de València (País Valencià), pertanyent al districte de La Saïdia. Està situat al centre de la ciutat i limita al nord amb Benicalap, a l'est amb Tormos i Morvedre, al sud amb El Carme i a l'oest amb El Calvari i Les Tendetes. La seua població el 2009 era d'11.444 habitants.

## Història
El territori de l'actual barri apareix esmentat al Llibre del repartiment amb el nom de Marxuliena, que és amb gran seguretat el nom que li donaven els andalusins. El topònim deriva de les marjals que es formaven per causa de les periòdiques inundacions del Túria fins a la construcció dels murs de defensa del riu. Jaume I va donar aquestes terres a diversos escuders de Ferran Pérez de Pina.
Van tenir-hi propietats els comtes de Ròtova i els marquesos de Malferit.
Aquí va estar instal·lat, en el que encara és conegut com a Pla de la Saïdia, el convent de Gratia Dei, també conegut com de la Saïdia, ja que hi va tenir seu palau al rei andalusí Zayd. Aquest convent es va demolir el 1960 i fou traslladat a Benaguasil. També va haver aquí un convent de monjos cartoixans al segle XV (la cartoixa de l'Annunciata) i un altre d'agustines, titulat de la Mare de Déu de l'Esperança, fundat el 1509 i desaparegut a principis del segle xix. Recentment, ha sofert una gran transformació urbanística i s'ha creat el parc de Marxalenes que, amb una extensió de 80.000 m², se situa entre els carrers de Sant Pancraç, Luis Crumiere, Reus-Ruaya i l'Estrella.

## Imatges

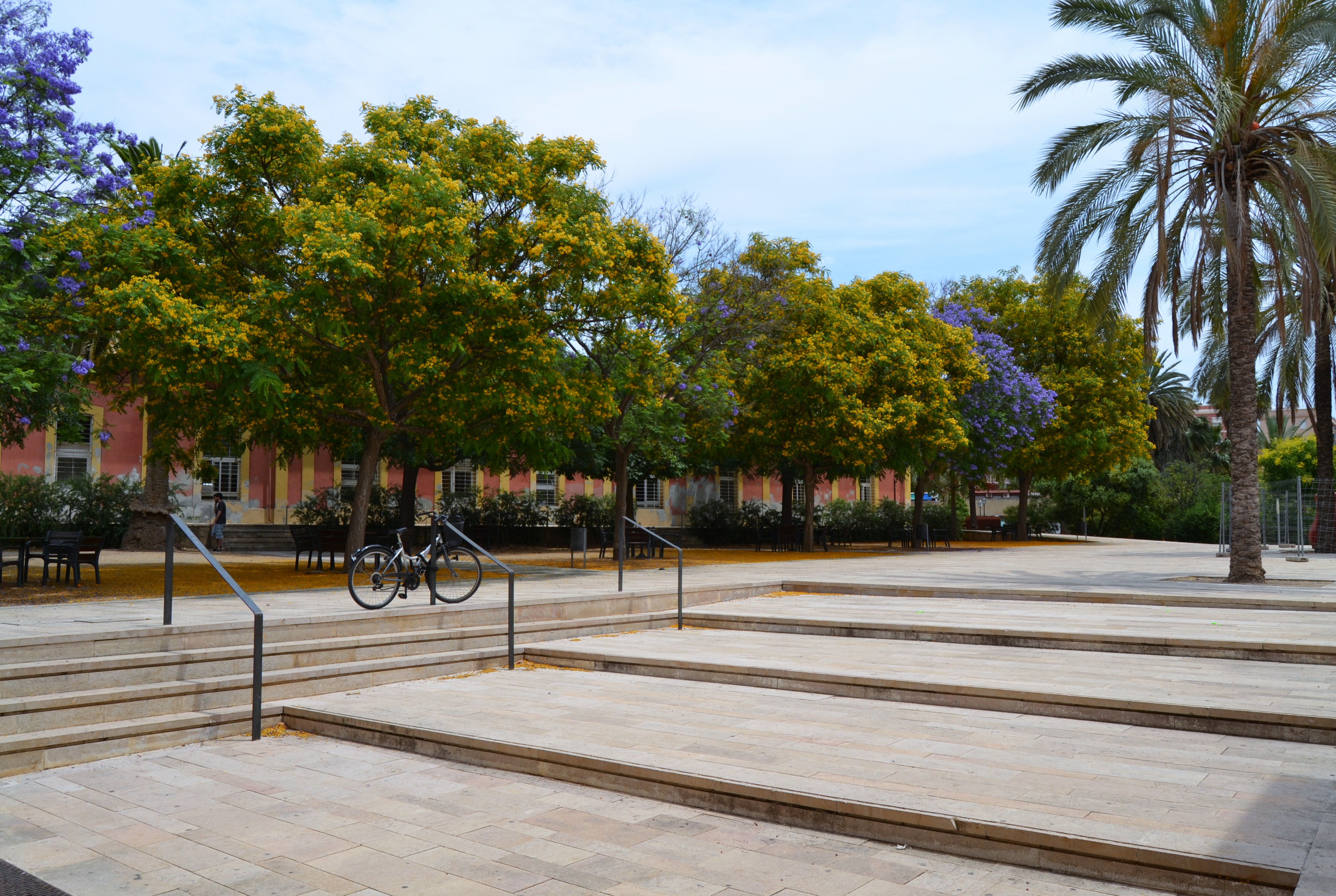
Parc de Marxalenes
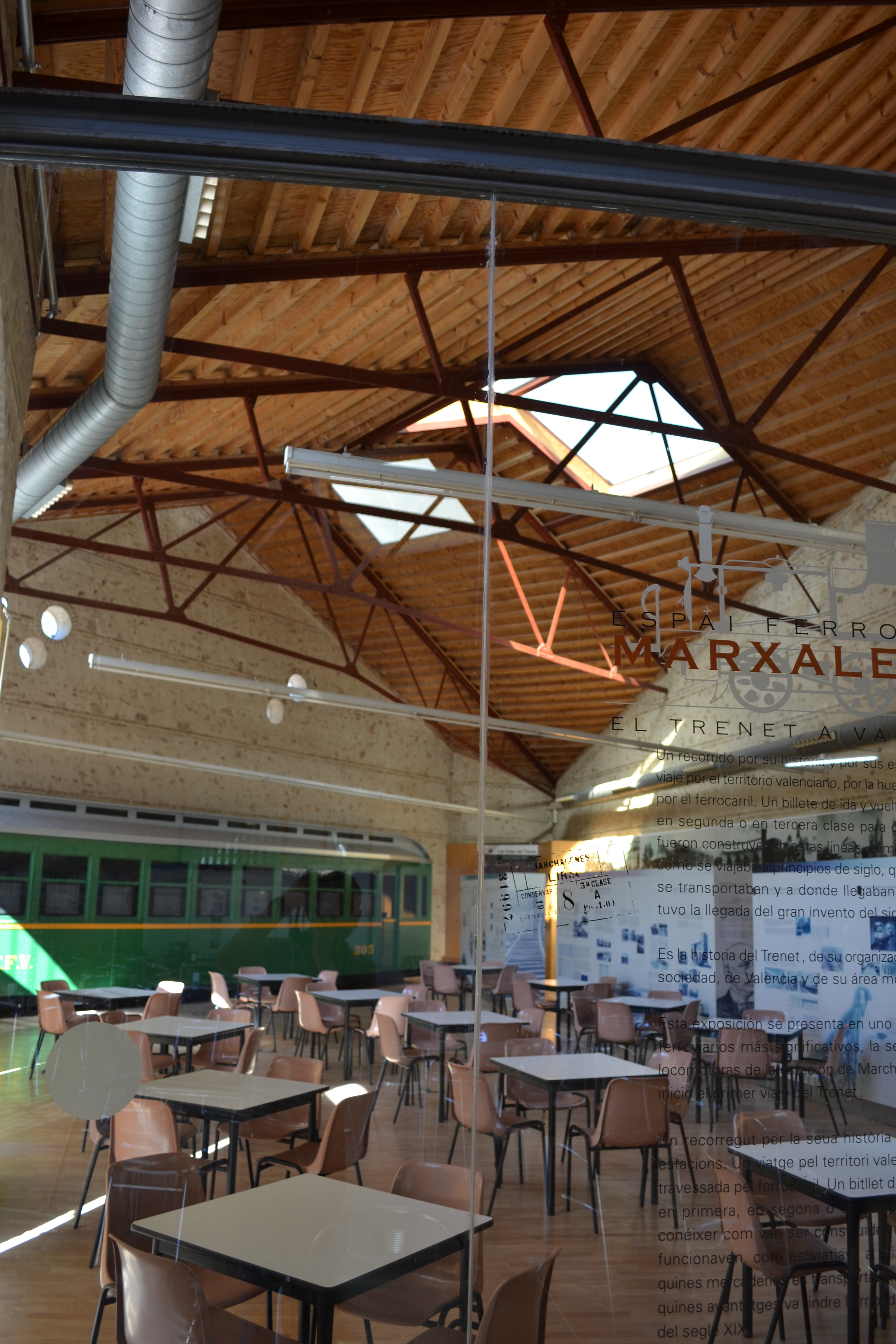
Antics tallers dels ferrocarril de via estreta
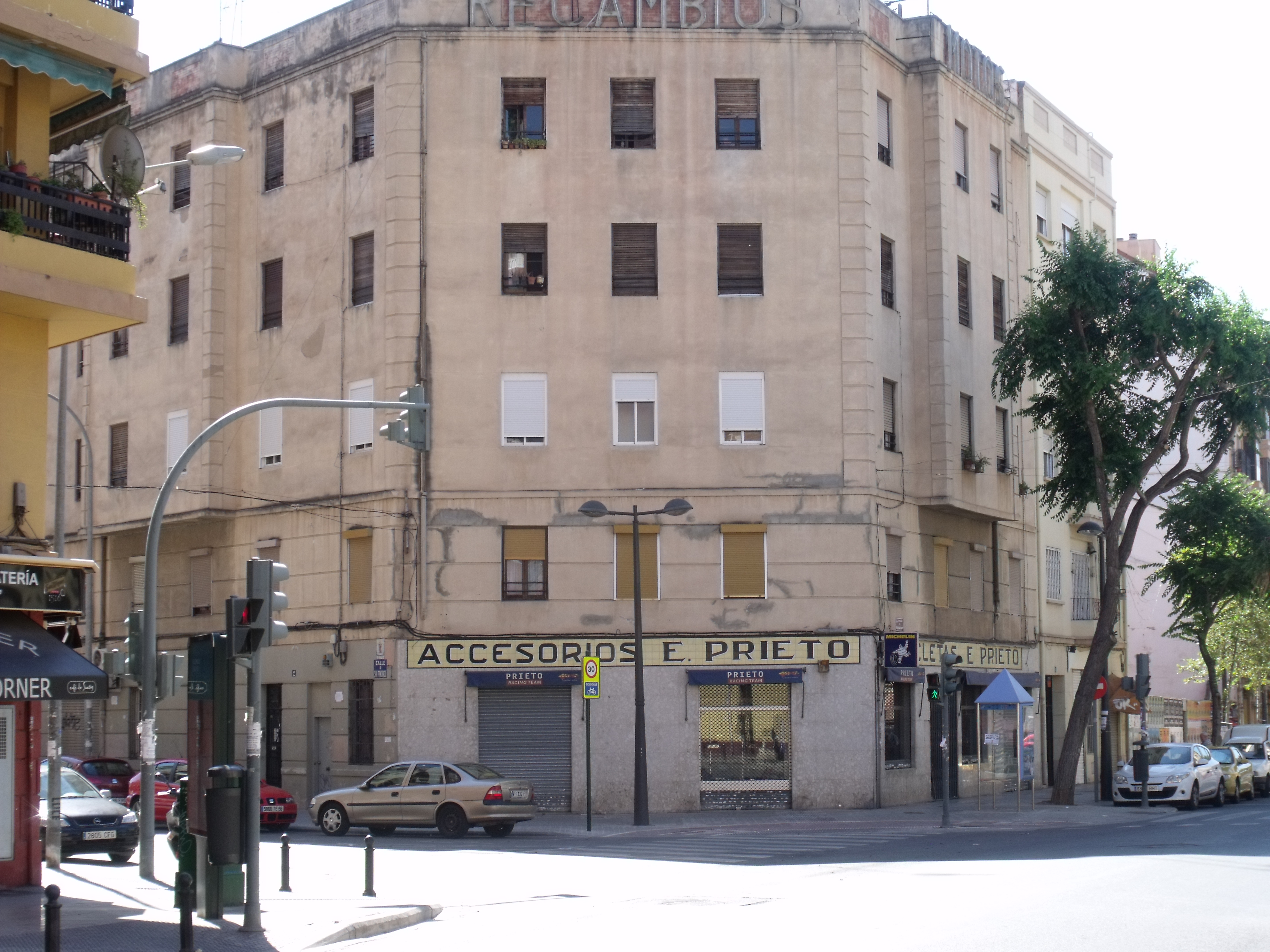
Cantó de l'avinguda de Burjassot i el carrer de Sant Pancraç
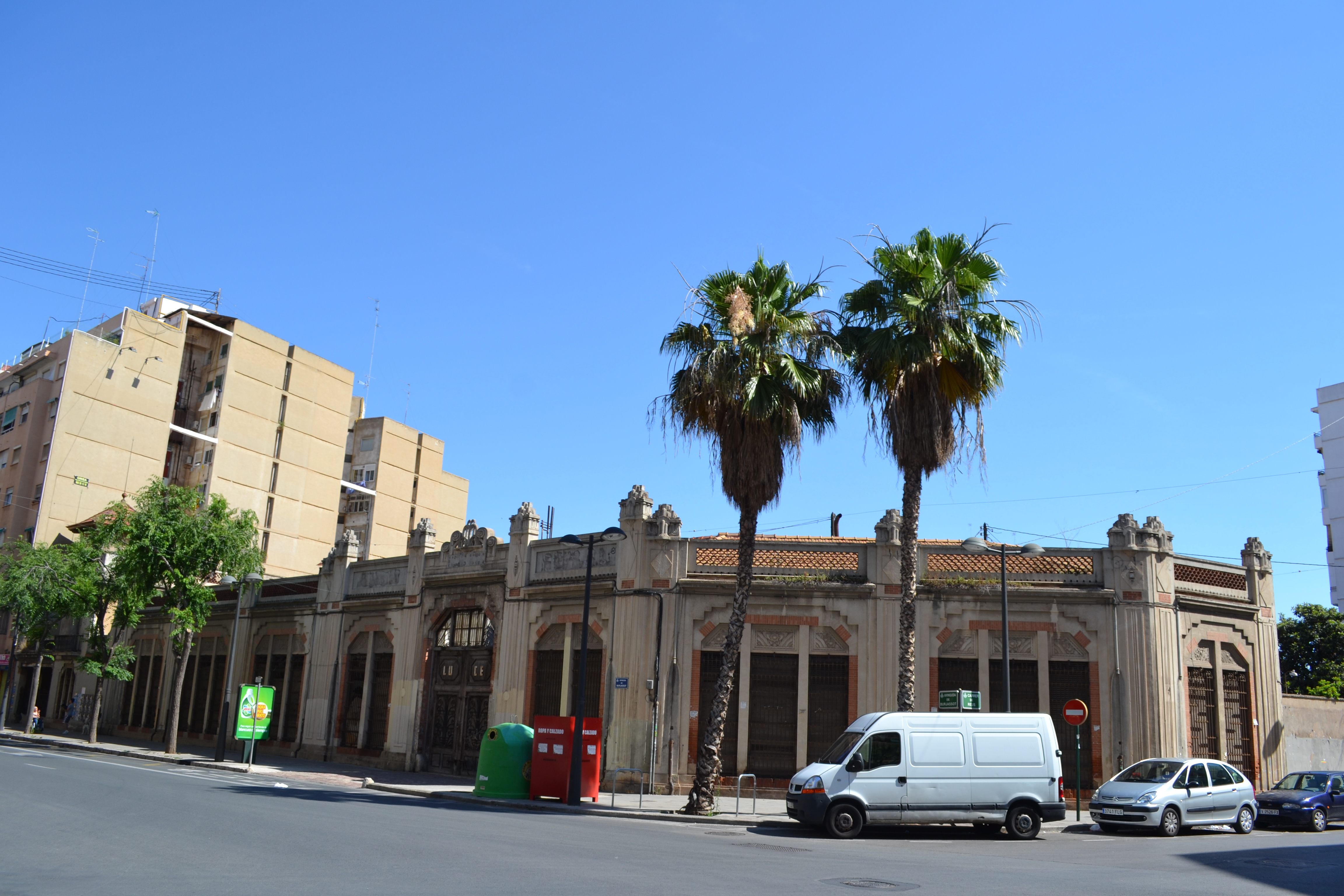
Antiga fàbrica de Bombes Carlos Gens, SL
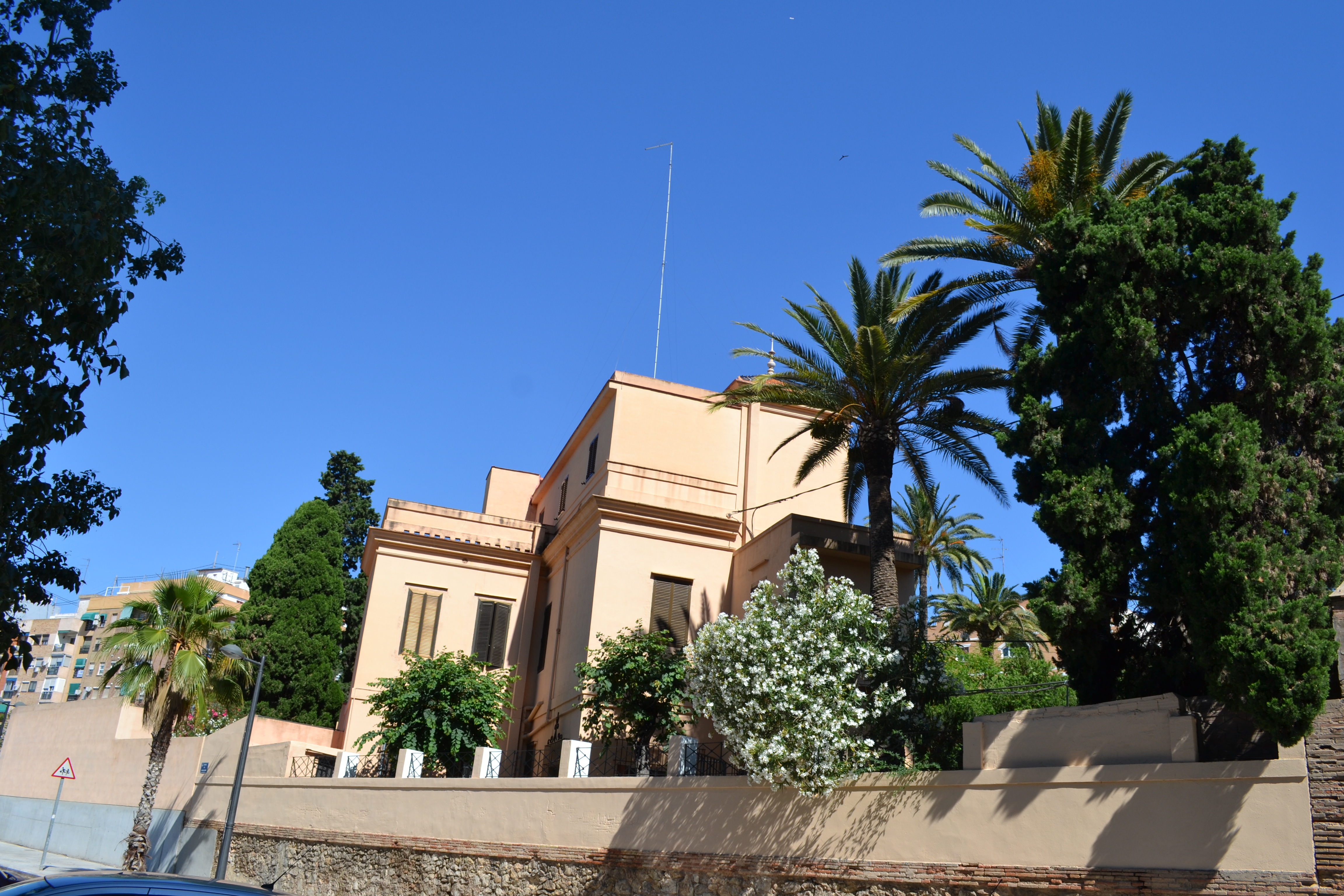
Escola de les Germanes Mantel·late, en l'antiga alqueria de l'Estrella
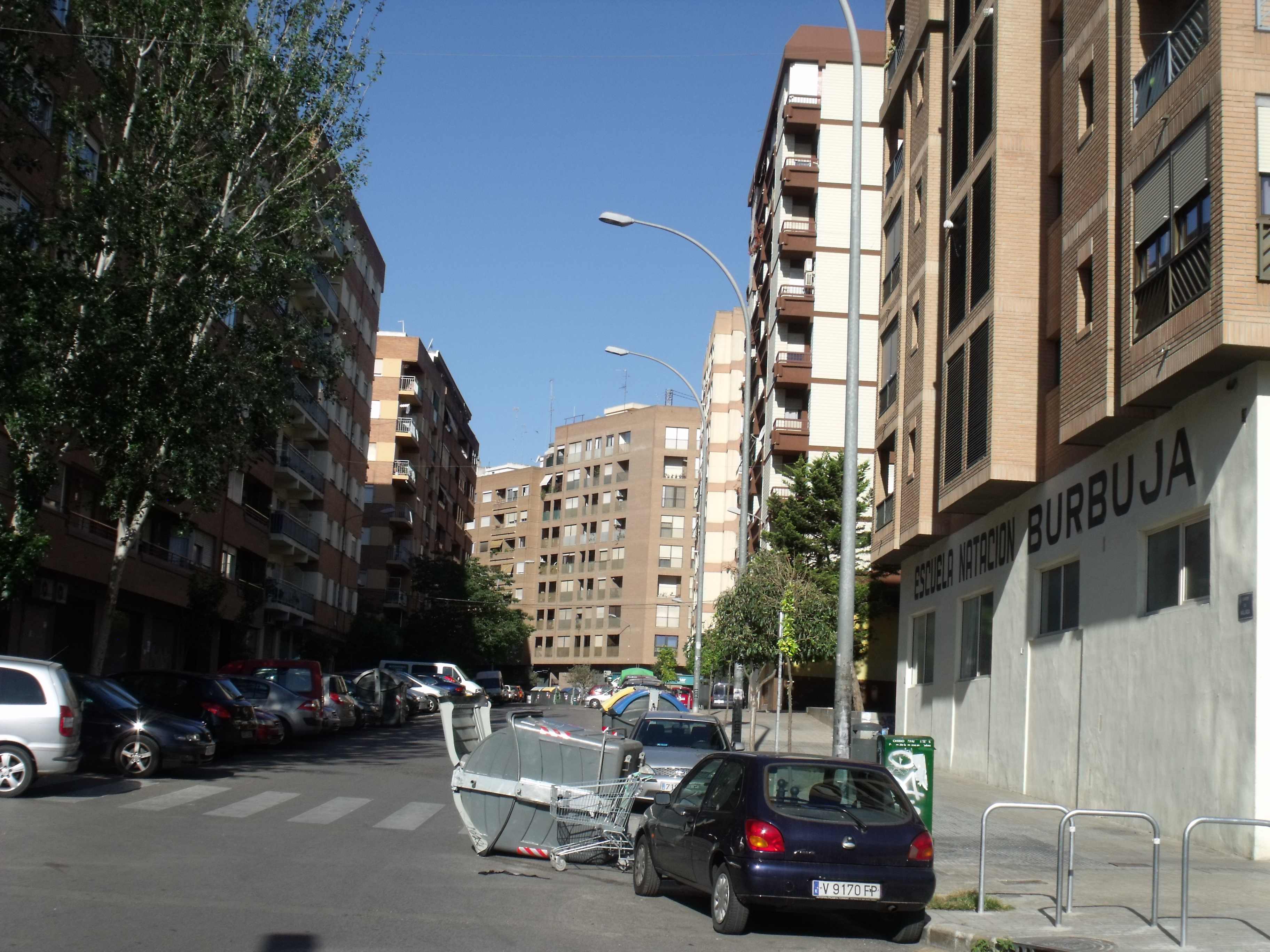
Carrer de Màlaga
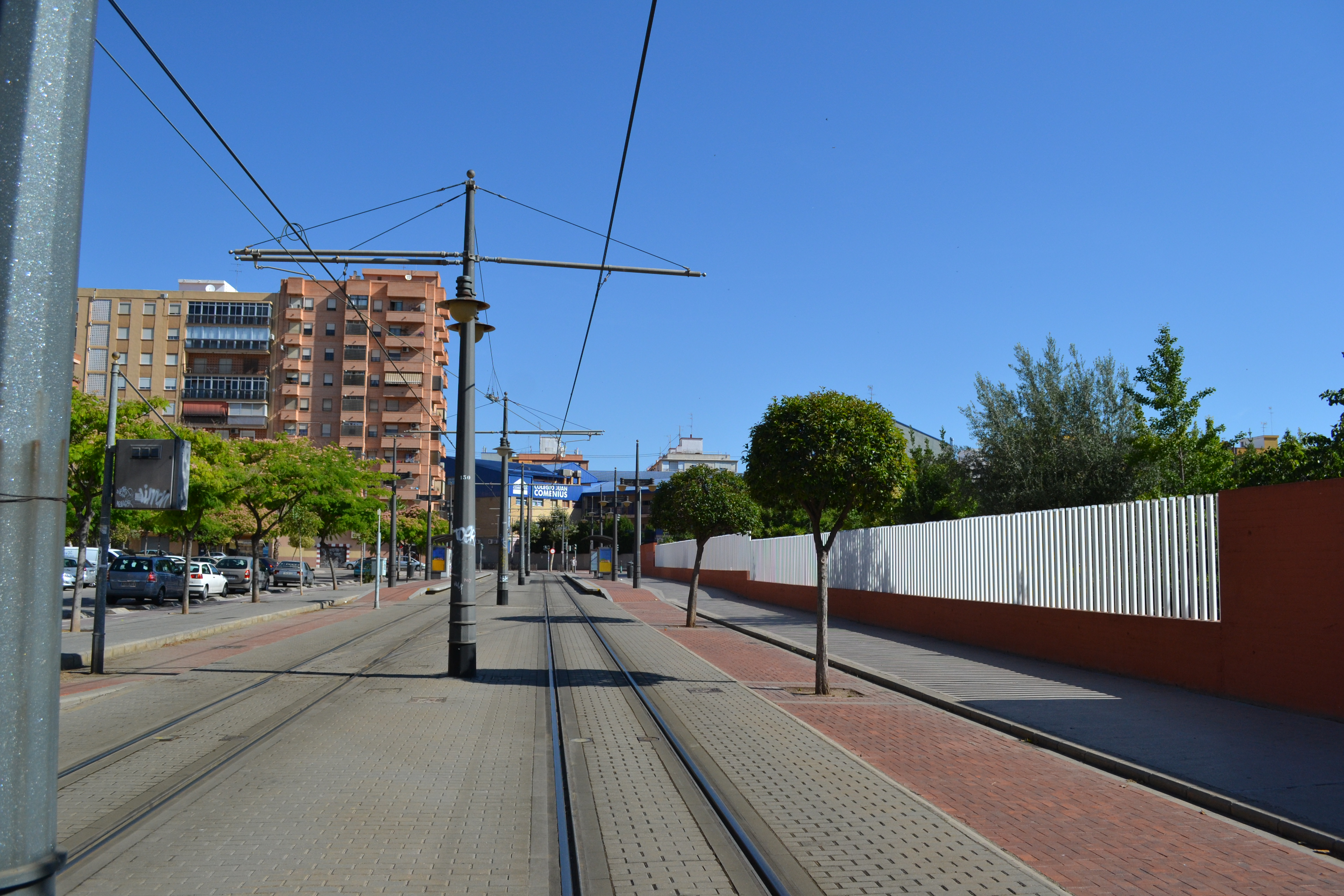
El tramvia al seu pas pel barri
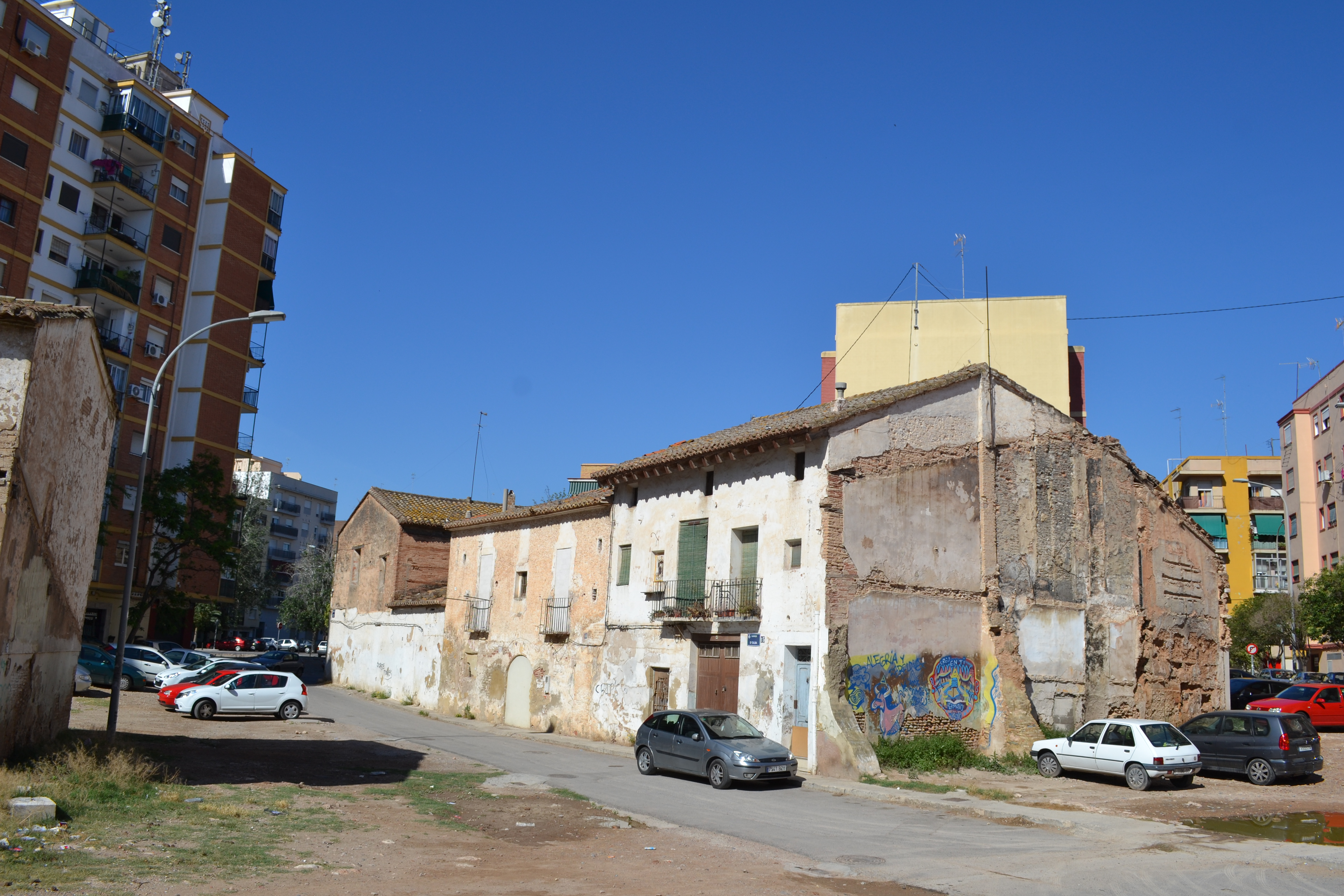
Cases del carrer d'Olba, antiga alqueria de l'Olleria
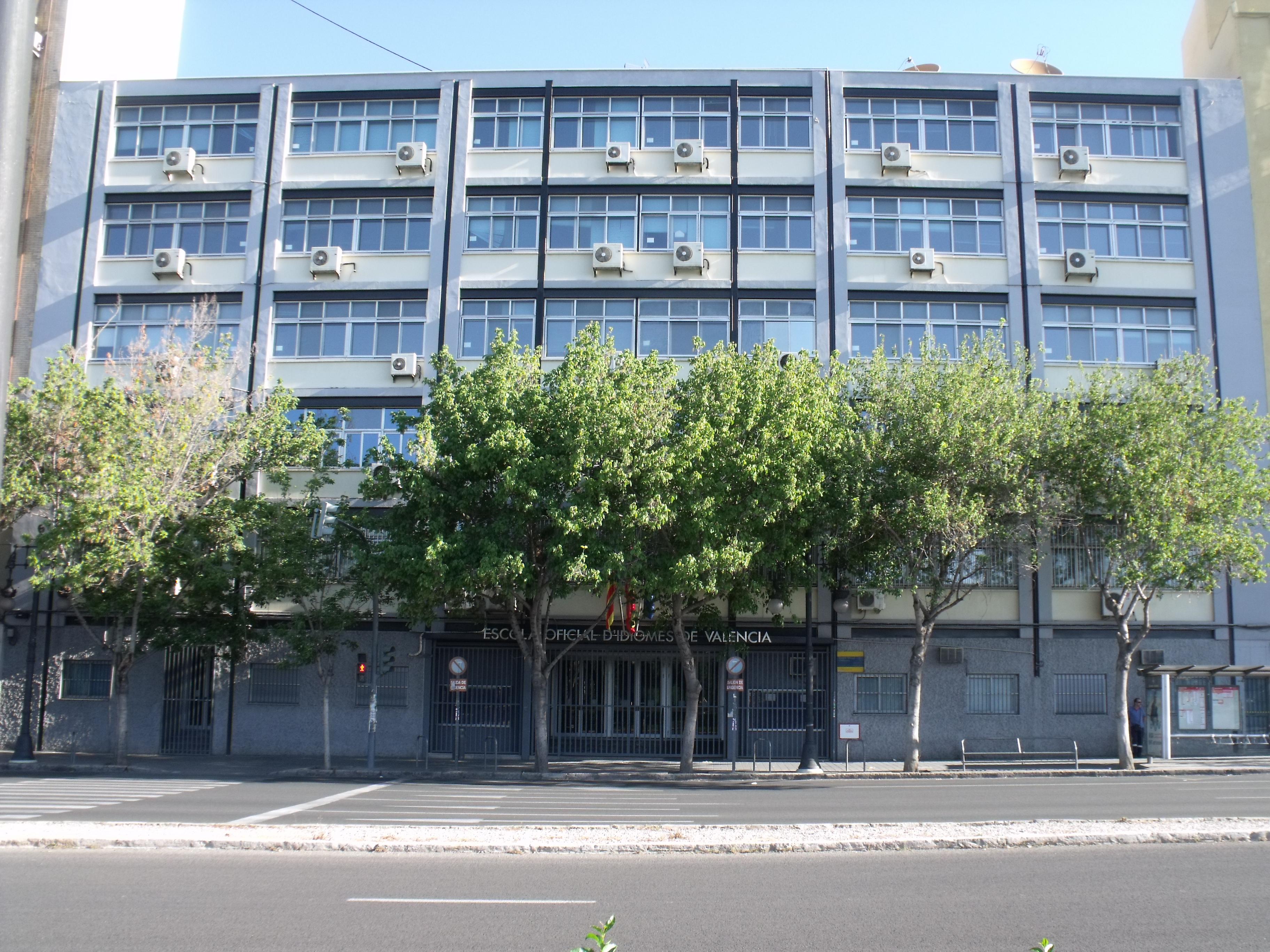
Escola Oficial d'Idiomes de València